# Dive Deep
Dive Deep è il sesto album del gruppo inglese Morcheeba, pubblicato nel 2008. L'album è il secondo senza la cantante Skye Edwards, include perciò la collaborazione di alcuni artisti musicali della scena inglese e americana.

## Tracce
1. "Enjoy the Ride" (feat. Judie Tzuke) – 4:04
2. "Riverbed" (feat. Thomas Dybdahl) – 5:24
3. "Thumbnails" – 2:35
4. "Run Honey Run" (feat. Bradley Burgess) – 3:44
5. "Gained the World" (feat. Manda Zamolo) – 2:56
6. "One Love Karma" (feat. Cool Calm Pete) – 3:32
7. "Au-delà" (feat. Manda Zamolo) – 2:15
8. "Blue Chair" (feat. Judie Tzuke) – 4:07
9. "Sleep on It Tonight" (feat. Thomas Dybdahl) – 5:34
10. "The Ledge Beyond the Edge" – 2:03
11. "Washed Away" (feat. Thomas Dybdahl) – 4:23
12. "Flowers" (feat. Manda Zamolo) – 4:06

## Classifiche
| Classifica (2008) | Posizione massima |
| ----------------- | ----------------- |
| Austria           | 42                |
| Belgio (Fiandre)  | 91                |
| Belgio (Vallonia) | 74                |
| Francia           | 15                |
| Germania          | 44                |
| Italia            | 55                |
| Paesi Bassi       | 82                |
| Svizzera          | 8                 |